# Kirche Werden
Die Kirche Verdainė (dt. 'Kirche Werden') war ein 1847 errichteter Ziegelbau mit einem kleinen Giebelturm im heutigen Dorf Verdainė (Rajongemeinde Šilutė), Bezirk Klaipėda, Litauen. Verdainė (dt. 'Werden') war früher ein Ort in Ostpreußen. Bis 1945 war die Kirche das evangelische Gotteshaus für die Bewohner im Kirchspiel.

## Geographische Lage
Das heutige Verdainė liegt einen Kilometer östlich der einstigen Kreisstadt Šilutė (Heydekrug) an der litauischen Nationalstraße KK 141, die von Klaipėda (Memel) nach Kaunas führt. Die nächste Bahnstation ist Šilutė an der – augenblicklich nicht betriebenen – Bahnstrecke Sowetsk–Klaipėda (Tilsit–Memel).

## Kirchengebäude
Der 1847 errichtete Ziegelbau mit kleinem Giebelturm lag an der Hauptdurchgangsstraße und wirkte in seiner Gestalt unscheinbar. Innen war die Kirche in drei Schiffe unterteilt und mit einer bemalten Flachdecke überzogen. An drei Wänden waren Emporen angebracht.
Der neugotische Altaraufsatz zeigte im Hauptbild „Christus segnet Brot und Wein“. Die Kanzel stand links im vorderen Altarraum.
Über dem Altarraum war eine Inschrift mit dem Bibelwort: Siehe, ich bin bei euch alle Tage bis an der Welt Ende zu sehen, außerdem Bilder der beiden Reformatoren Martin Luthers und Philipp Melanchthons.
Das Geläut der Kirche bestand aus zwei Glocken, die in einem besonderen Glockenhaus untergebracht waren.
Das im Krieg nur unwesentlich beschädigte Gebäude wurde zu Sowjetzeiten zu einer  Fabrikhalle umgewandelt und nicht mehr zu gottesdienstlichen Zwecken genutzt.

## Kirchengemeinde
Bereits im Mittelalter gab es in Werden eine Kirche, an der seit 1588 evangelische Geistliche bezeugt sind. Eine evangelische Kirchengemeinde in Werden wurde offiziell im Jahre 1621 gegründet. Der Inhaber der zweiten Pfarrstelle war ab 1888 für den Bezirk der später errichteten Kirche Heydekrug (heute litauisch: Šilutė) zuständig. Im Jahre 1913 wurde die Kirche Heydekrug verselbständigt, erst 1939 wurden beide Kirchen wieder vereinigt.
Bis 1945 gehörte die Kirche Werden – 1925 zählte sie 5.700 Gemeindeglieder – zum Kirchenkreis Heydekrug in der Kirchenprovinz Ostpreußen der Kirche der Altpreußischen Union. Zwischen 1920 und 1939 war sie dem gesonderten Synodalverband des Memellandes zugehörig.
Die heute im Gebiet des ehemaligen Kirchspiels Werden lebenden evangelischen Kirchenglieder gehören jetzt zur Gemeinde der Evangelisch-lutherischen Kirche Šilutė innerhalb der Evangelisch-lutherischen Kirche in Litauen.

### Kirchspielorte
Zur Kirche Werden gehörte vor 1945 ein Kirchspiel mit 24 Orten und kleineren Ortschaften sowie Wohnplätzen:
| Name            | Änderungsname 1939 bis 1945 | Litauischer Name           |  | Name                 | Änderungsname 1939 bis 1945 | Litauischer Name      |
| --------------- | --------------------------- | -------------------------- |  | -------------------- | --------------------------- | --------------------- |
| *Bruiß-Pakull   |                             | Rumšai                     |  | Maszen               | Maßen                       | Mažiai                |
| *Gaidellen      |                             | Gaideliai                  |  | Matzicken            |                             | Macikai               |
| *Groß Grabuppen |                             | Grabupai                   |  | *Metterqueten        |                             | Metirkviečiai         |
| *Hermannhöhlen  |                             | Urbiškai, jetzt: Armalėnai |  | Minneiken (anteilig) |                             | Mineikiai             |
| Jonaten         |                             | Jonaičciai                 |  | Mussaten             |                             | Musaičiai             |
| Kallningken     |                             | Kalininkai                 |  | Oszkarten, Försterei | Oßkarten, Försterei         | Ožkarčiai, girninkija |
| Kallwellischken |                             | Kalveliškiai               |  | *Pagrienen           |                             | Pagryniai             |
| Kirlicken       |                             | Kirlikai                   |  | Ruboken              |                             | Rubokai               |
| Klein Grabuppen |                             | Grabupėliai                |  | *Rudienen            |                             | Rudynai               |
| Kolletzischken  | Kolleschen                  | Kulėšai                    |  | Schillmeyszen        | Schillmeyßen                | Šilmeižiai            |
| *Laudszen       | Laudschen                   | Laučiai                    |  | *Werden              |                             | Verdainė              |
| Liekertischken  |                             | Lykertiškai                |  | *Willeiken           |                             | Vileikai              |

### Pfarrer
An der Kirche Werden amtierten als evangelische Geistliche die Pfarrer:
- Lazarus Sengstock, 1588–1595
- Peter Golcowius, 1596–1598
- Benedict Furmann, bis 1598
- Johann Höpfner, 1604–1616
- Andreas Groß, 1616–1620
- Johann Cynthius, 1620–1642
- Wilhelm Martini, 1642–1670
- Michael Olderus (Olderogge), 1671–1679
- Martin Martini, 1679–1688
- Daniel Werner, 1688–1700
- Michael Gurski, 1700–1710
- Martin Förstenau, 1711–1712
- Johann Christian Lüneburg, 1712–1722
- Fabian Kalau, 1723–1747
- Georg Gottfried Lohrer, 1747–1758
- Johann Friedrich Wengrovius, 
1760–1769
- Johann Christoph Tarrach, 1769–1778
- Gottfried Tiedtke, 1778–1791
- Christian Bartholomäus Voß, 1791–1813
- Daniel Otto Settegast, 1814–1817
- David Jonathan Naugardt, 1818–1831
- August Ferdinand Steinberg, 1830–1859
- Hermann Rudolph Groß, 1859–1860[6]
- Waldemar Hoffheinz, 1862–1876[6]
- Friedrich Wilhelm H. Oloff, 1877–1890
- Johann Theodor Fisch, 1888
- Heinrich Endrulat, 1889–1890
- Otto Wilhelm Fr. Petrenz, 1890–1893
- Theodor Gustav Struck, 1893–1904[6]
- Leopold Gustav Eugen Lotto, 1893–1896
- Hugo August Waldemar Reidys, 1895–1896
- Alfred Dümke, 1897–1899
- Emil Albert Dalista, ab 1899
- Konrad Oloff, 1900–1905
- Viktor Lukanow, ab 1902[6]
- Louis Arno Thiel, 1904–1909
- Friedrich Hein, 1905
- Karl Ernst Garmeister, 1905–1911
- Robert Jopp, 1909–1936
- Ludwig Fr. Theodor Eicke, 1911–1913
- Valentin Gailus, 1915–1921
- Heinrich Dauskardt, 1936–1937
- Ernst Bruno Ribbat, 1937–1945

## Weblink
- Arthur Ehmer: Das Kirchspiel Werden vor 200 Jahren. 1933.